# Gare de Pons
Gare de Pons vasútállomás Franciaországban, Pons településen.

## Vasútvonalak
Az állomást az alábbi vasútvonalak érintik:
- Chartres–Bordeaux-vasútvonal

## Kapcsolódó állomások
A vasútállomáshoz az alábbi állomások vannak a legközelebb:
- Gare de Beillant
- Gare de Clion-sur-Seugne